# Сон-гу, Им
Им Сон-гу (кор. 임성구지) — корейский интерсекс-человек, живший в период династии Чосон.

## Биография

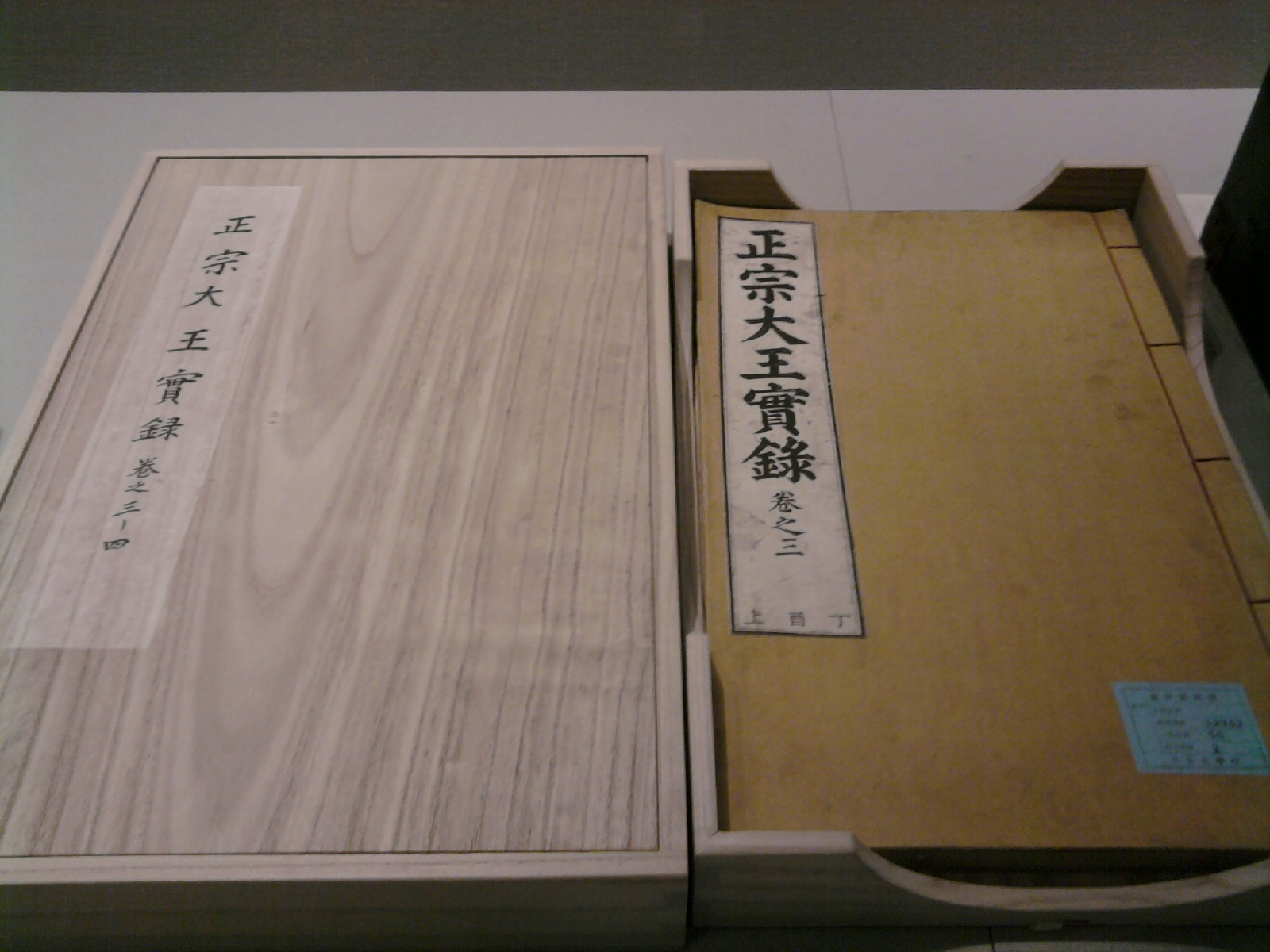
Подлинные записи Сонджо

Пол и даты жизни Им Сон-гу неизвестны, но записи о нём встречаются в Анналах династии Чосон, в Книге 8 - «Подлинные записи Сонджо (пересмотренные)». В «Анналах» Им Сон-гу упоминается как «мужчина из Гильджу», который в разное время вступал в брак и с женщиной и мужчиной. Также в Анналах говорится о том, что Им Сон-гу имел как инь, так и янь начала, что выражалось в его половых характеристиках. Сон-гу воспитывали как девочку, поэтому во взрослом возрасте у Сон-гу сначала был брак с мужчиной, но муж был потрясен, увидев тело Сон-гу в первую брачную ночь. Позже Сон-гу вступил в брак с женщиной.
В 1548 году суд Чосон решил, что Им Сон-гу тревожит общество, из-за чего он был изгнан. Саганвон (кор. 사간원), соперник действующего правителя, настаивал на казни Им Сон-гу. Однако Мёнджон запретил казнь, заявив, что изгнания было достаточно. В «Анналах» ведется дискуссия, следует ли убить Им Сон-гу, как и других подобных людей в Индии. Там также описывается, что Им Сон-Гу носил и мужскую и женскую одежду.
Однако в другой интерпретации «Подлинные записи Сонджо» Им Сон-Гу описывается как бисексуальный мужчина.